# Pierre Trentin

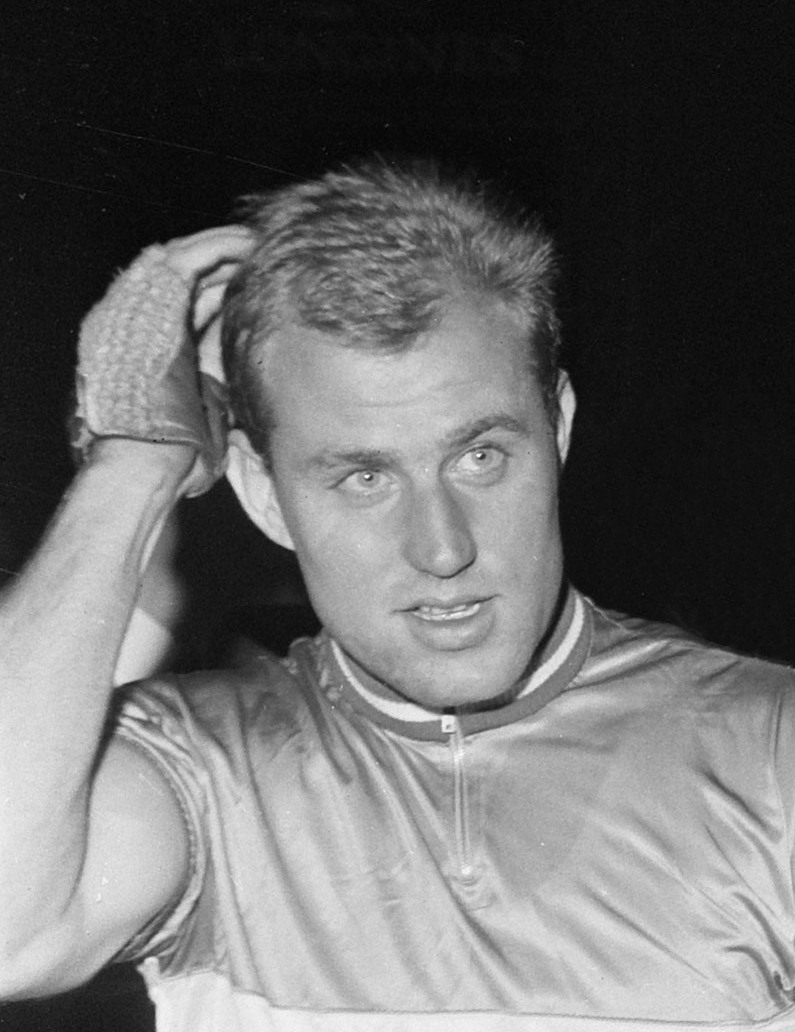
Pierre Trentin (1967)

Pierre Trentin (* 15. Mai 1944 in Créteil) ist ein ehemaliger französischer Radrennfahrer. Mit je zwei Gold- und zwei Bronzemedaillen bei Olympischen Spielen sowie drei Weltmeistertiteln gehörte er in den 1960er- und frühen 70er-Jahren zu den erfolgreichsten Athleten im Bahnradsport.

## Biografie
Trentin bestritt im Alter von 14 Jahren seine ersten Wettkämpfe. Sein erster Verein war der „U.S. Créteil“, bei dem er während seiner gesamten Laufbahn Mitglied blieb. Der erste internationale Erfolg war der dritte Platz im Sprint bei der Weltmeisterschaft 1962. Ein Jahr später gewann er die WM-Silbermedaille in derselben Disziplin. Eine weitere Silbermedaille kam bei den Mittelmeerspielen mit dem Tandem hinzu, zusammen mit Daniel Morelon, der bis zum Karriereende sein Tandempartner blieb.
Bei den Olympischen Sommerspielen 1964 in Tokio fuhr Trentin im 1000-Meter-Zeitfahren auf den dritten Platz, schied aber mit dem Tandem in den Hoffnungsläufen aus. Ebenfalls 1964 konnte er im Sprint seinen ersten Weltmeistertitel feiern. Trentin dominierte die Weltmeisterschaft 1966 in Frankfurt am Main: Er siegt auf dem Tandem und im 1000-Meter-Zeitfahren, hinzu kam der zweite Platz im Sprint. 1967 wurde Trentin zweimal WM-Zweiter (Sprint und Tandem).
Trentin und Morelon waren bei den Olympischen Sommerspielen 1968 in Mexiko-Stadt in den Bahnwettbewerben nahezu unschlagbar. Im Sprint, den Morelon gewann, holte sich Trentin die Bronzemedaille. Dafür siegte er aber im 1000-Meter-Zeitfahren und beide gemeinsam erreichten ihre zweite Goldmedaille auf dem Tandem. Zum Abschluss seiner Karriere wurde Trentin 1969 und 1971 jeweils WM-Dritter auf dem Tandem. Siebenmal siegte er beim Sprint-Klassiker Grand Prix de Paris in der Amateur- sowie der offenen Klasse. Den Grand Prix Amsterdam gewann er 1966. 1980 gewann er die nationale Meisterschaft im Steherrennen der Amateure.
Trentin wechselte nie zu den Profis, sondern fuhr immer als Amateur, da er mit der Leitung eines Lederverarbeitungsbetrieb beruflich ausgelastet war.

## Erfolge
(alle Erfolge auf dem Tandem zusammen mit Daniel Morelon)

### Olympische Spiele
- 1964: Bronze 1000 m Zeitfahren
- 1968: Goldmedaille Tandem, Goldmedaille 1000 m Zeitfahren, Bronzemedaille Sprint

### Weltmeisterschaften
- Sprint

Goldmedaille: 1964
Silbermedaille: 1963, 1966, 1967
Bronzemedaille: 1962
- 1000 m Zeitfahren

Goldmedaille: 1966
Bronzemedaille: 1971
- Tandemfahren

Goldmedaille: 1966
Silbermedaille: 1967
Bronzemedaille: 1969, 1971

## Berufliches
Trentin absolvierte eine Ausbildung als Sattler.